# Kaija Siren
Kaija Siren (née Katri Anna-Maija Helena Tuominen, le 23 octobre 1920 à Kotka – décédée le 15 janvier 2001 à Helsinki) est une architecte finlandaise.

## Biographie
En 1939 elle obtient son baccalauréat. 
En 1948, Kaija Siren obtient son diplôme d'architecte de l' école supérieure technique  d’Helsinki. 
La même année elle effectue un voyage d'études en Allemagne, en Angleterre, en Suisse, en France et en Italie. En 1944, Kaija  épouse Heikki Siren, et en 1949 elle fonde avec Heikki Siren leur propre cabinet d'architectes. Ils travailleront ensemble pendant toute leur carrière.
En 1984, Kaija et Heikki Siren obtiennent le prix du  Fonds finlandais pour la culture.
Leur fils Jukka Siren est aussi architecte. Sa sœur, Sirkka Vennamo, fut l'épouse de Veikko Vennamo.

## Ouvrages
Les  ouvrages les plus connus de Kaija et Heikki Siren sont:
- 1957, Chapelle d'Otaniemi, Espoo,
- 1961, École de Sauvosaari, Kemi,
- 1965, Bâtiment de bureaux du Kallio, Helsinki,
- 1967, École mixte de Lauttasaari, Helsinki,
- 1967, Mairie de Kankaanpää, Kankaanpää,
- 1968, Ympyrätalo, Helsinki,
- 1971, Centre paroissial, Kankaanpää,
- 1972, École mixte finnoise d'Helsinki, Helsinki,
- 1974, Brucknerhaus, Linz, Autriche,
- 1975, Gymnase, Kankaanpää,
- 1982, Graniittitalo, Helsinki,
- 1983, Palais des congrès de Bagdad, Irak,

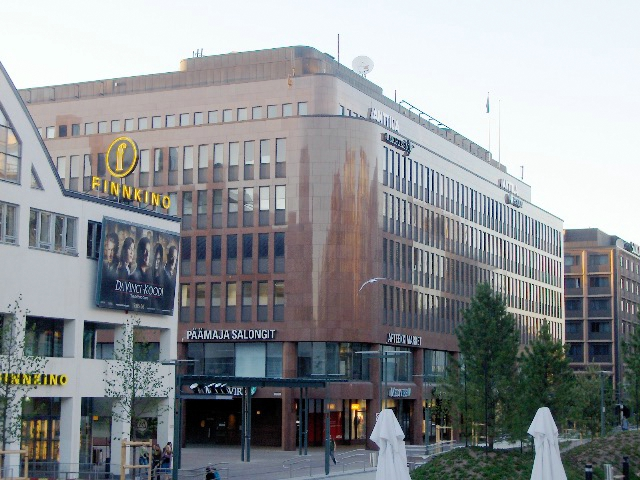
Graniittitalo,  Helsinki.
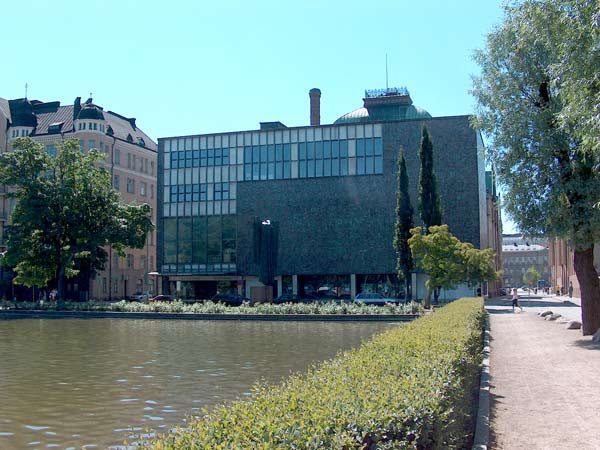
La petite scène du Théâtre national de Finlande.
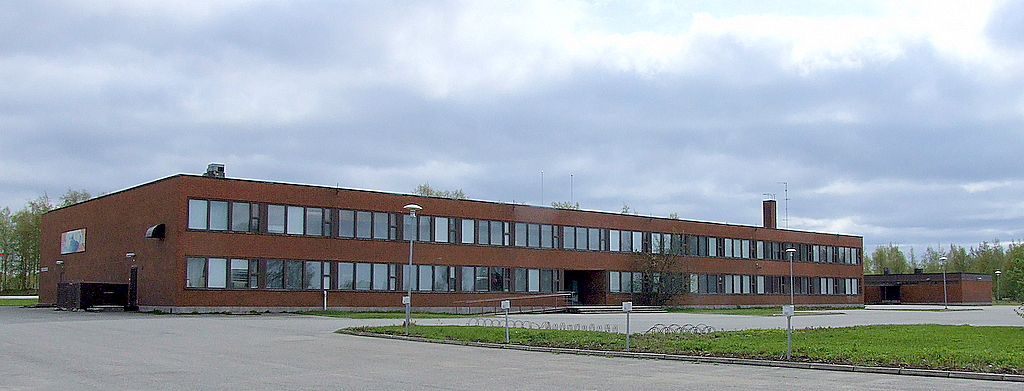
L'école de Sauvosaari, Kemi.
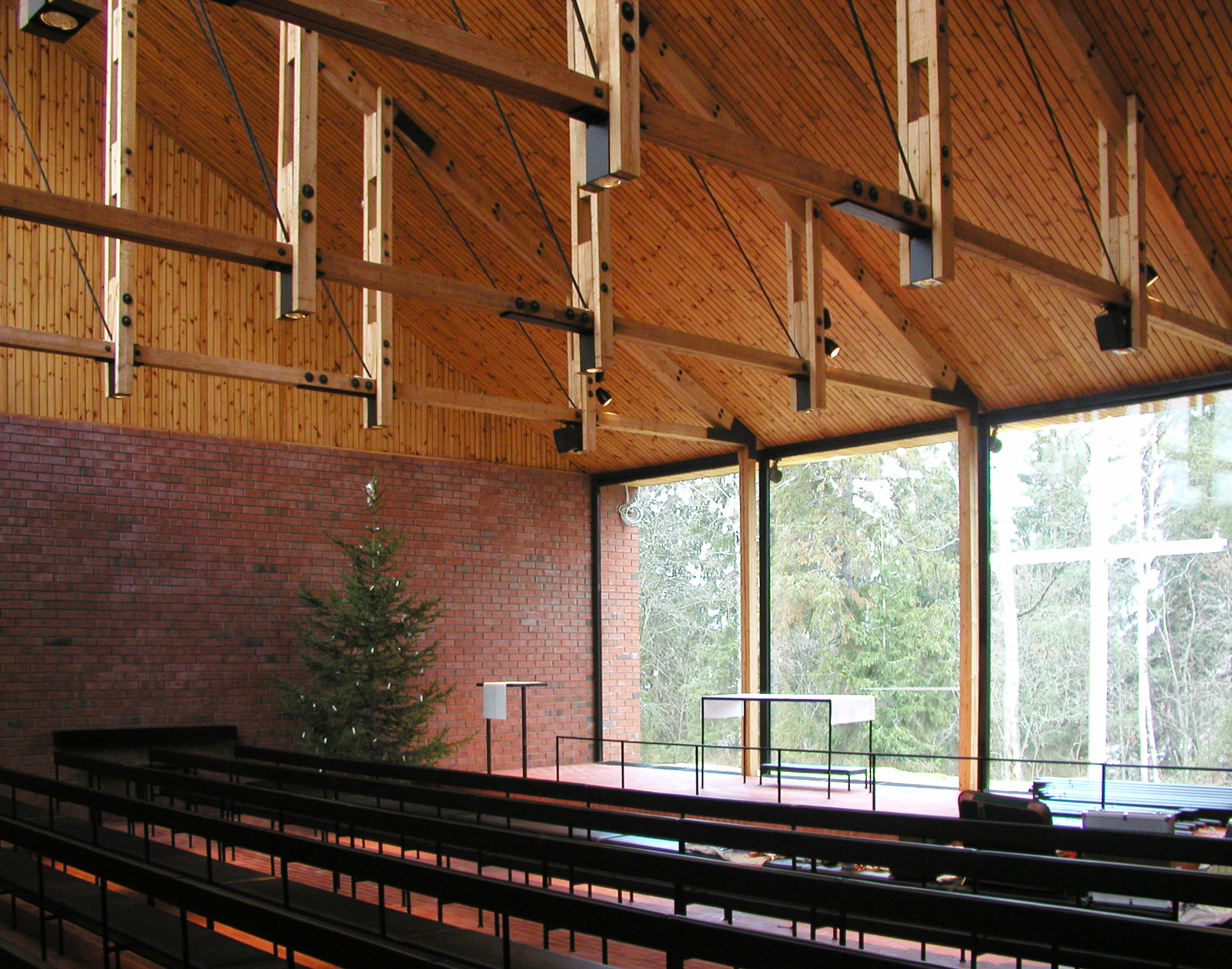
La chapelle d'Otaniemi.
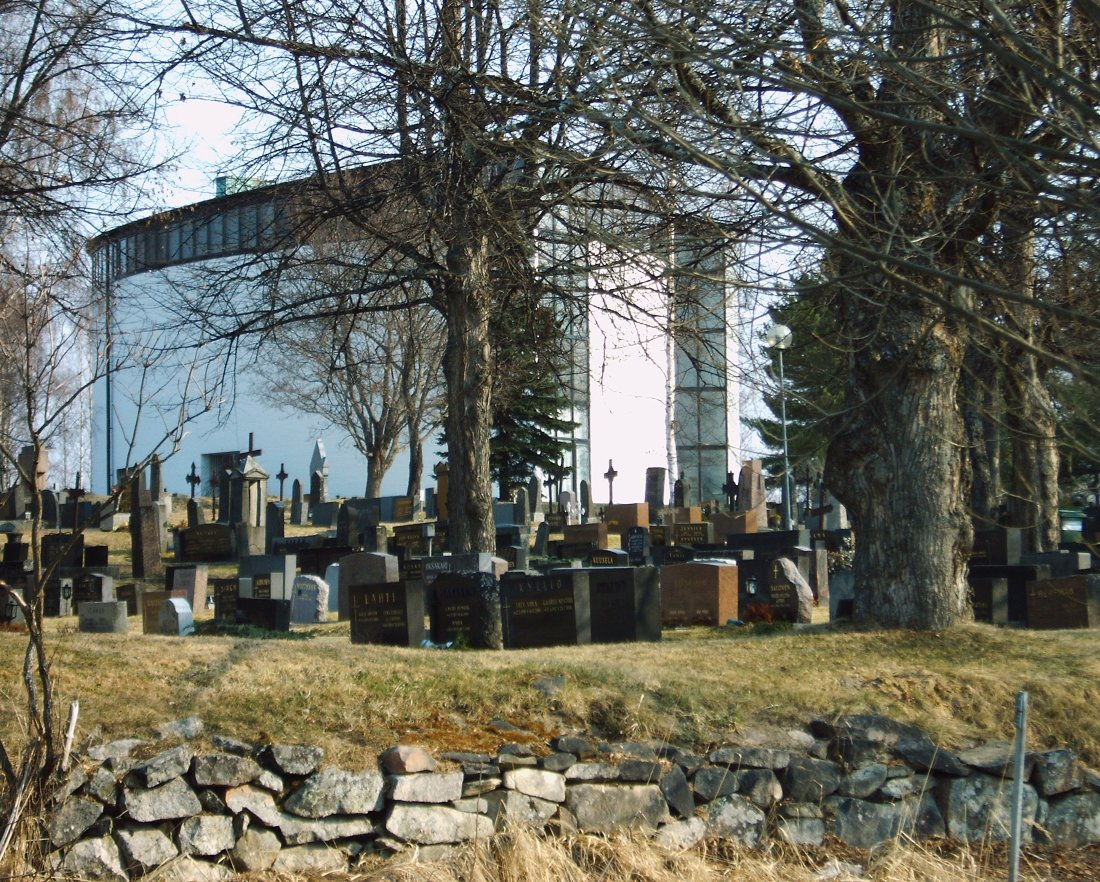
Église d'Orivesi, Orivesi.
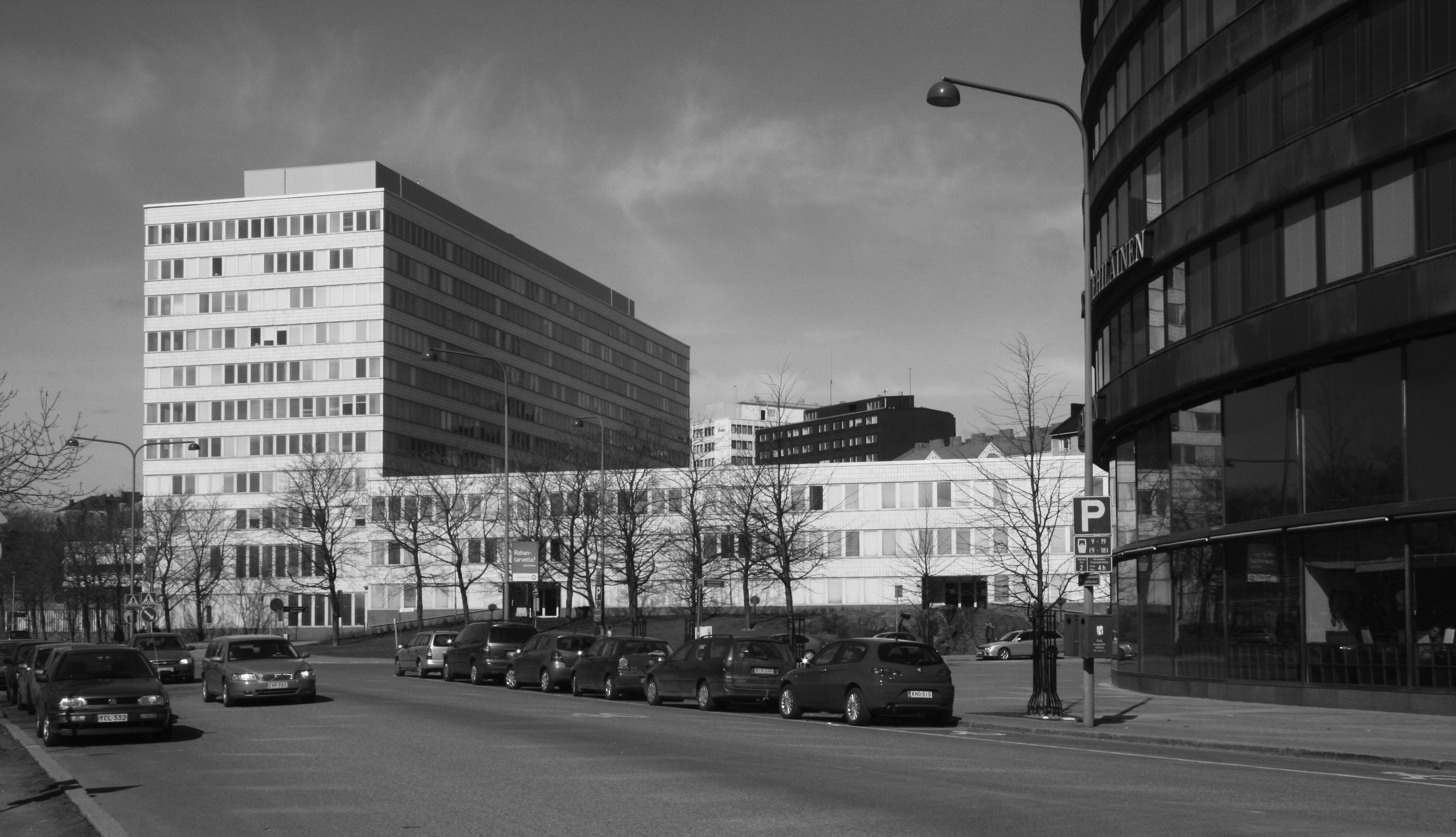
Bureaux municipaux du Kallio, Helsinki.
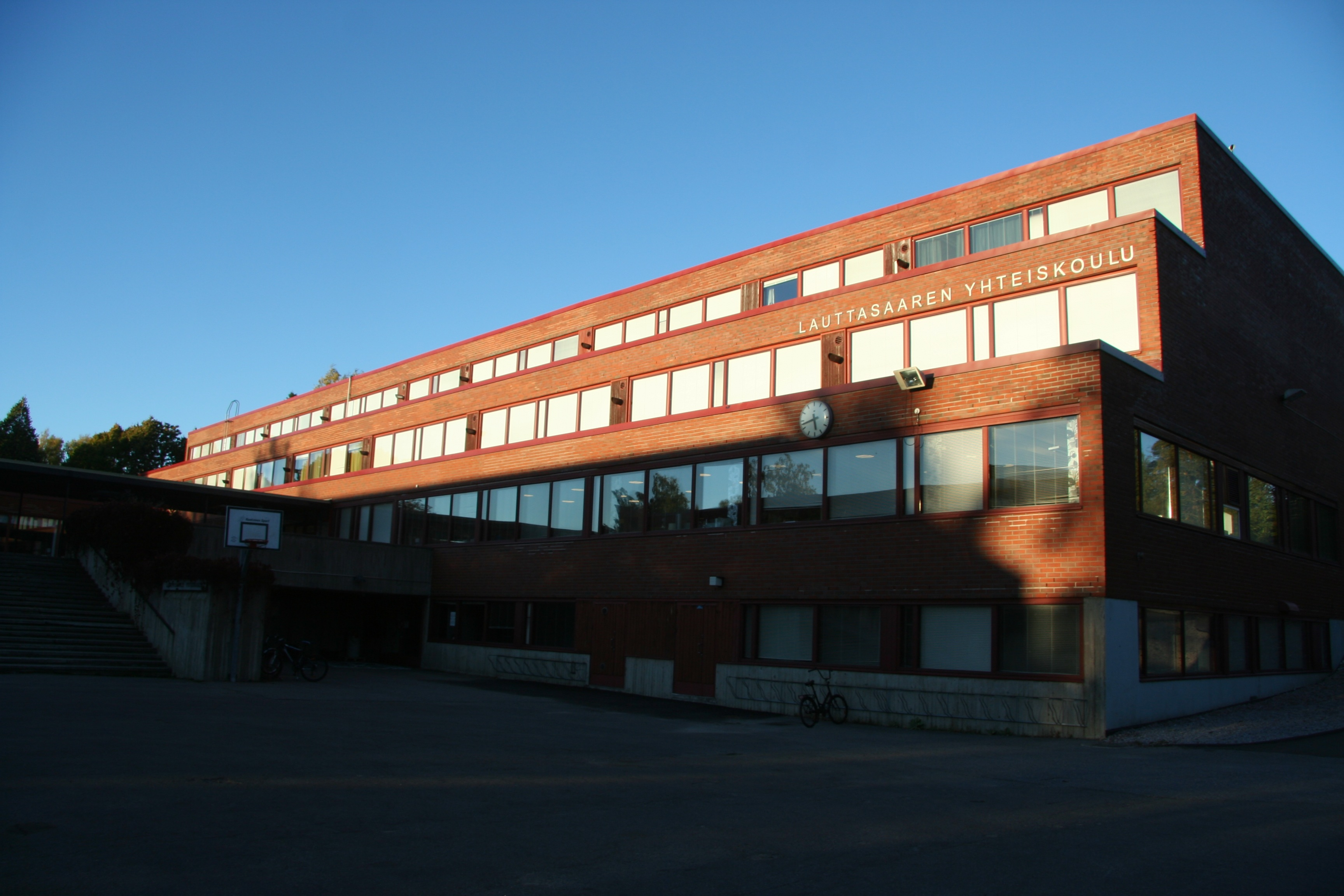
L'école de Lauttasaari, Helsinki.
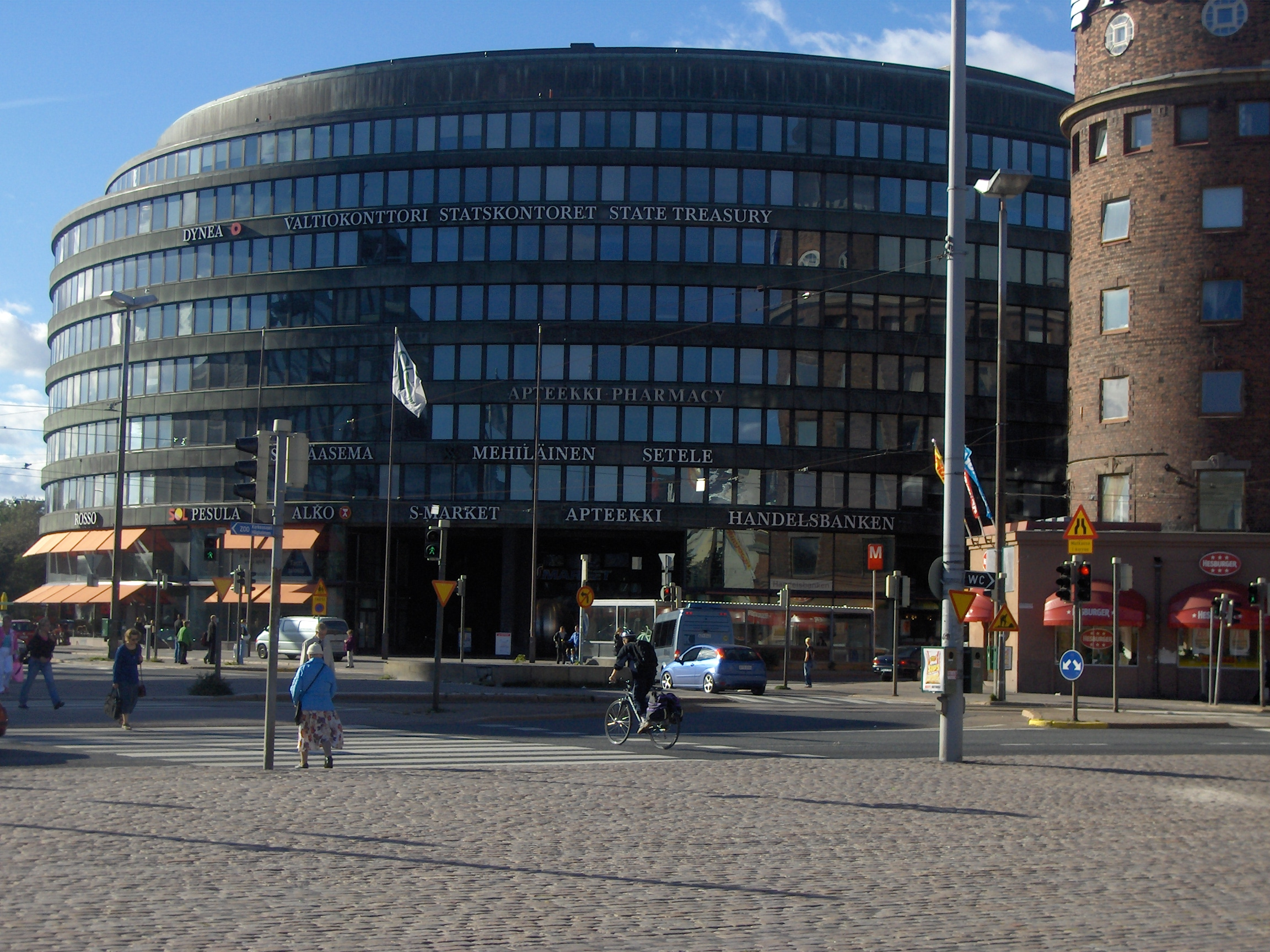
Ympyrätalo conçu par Kaija Siren et Heikki Siren, Hakaniemi, 1968.
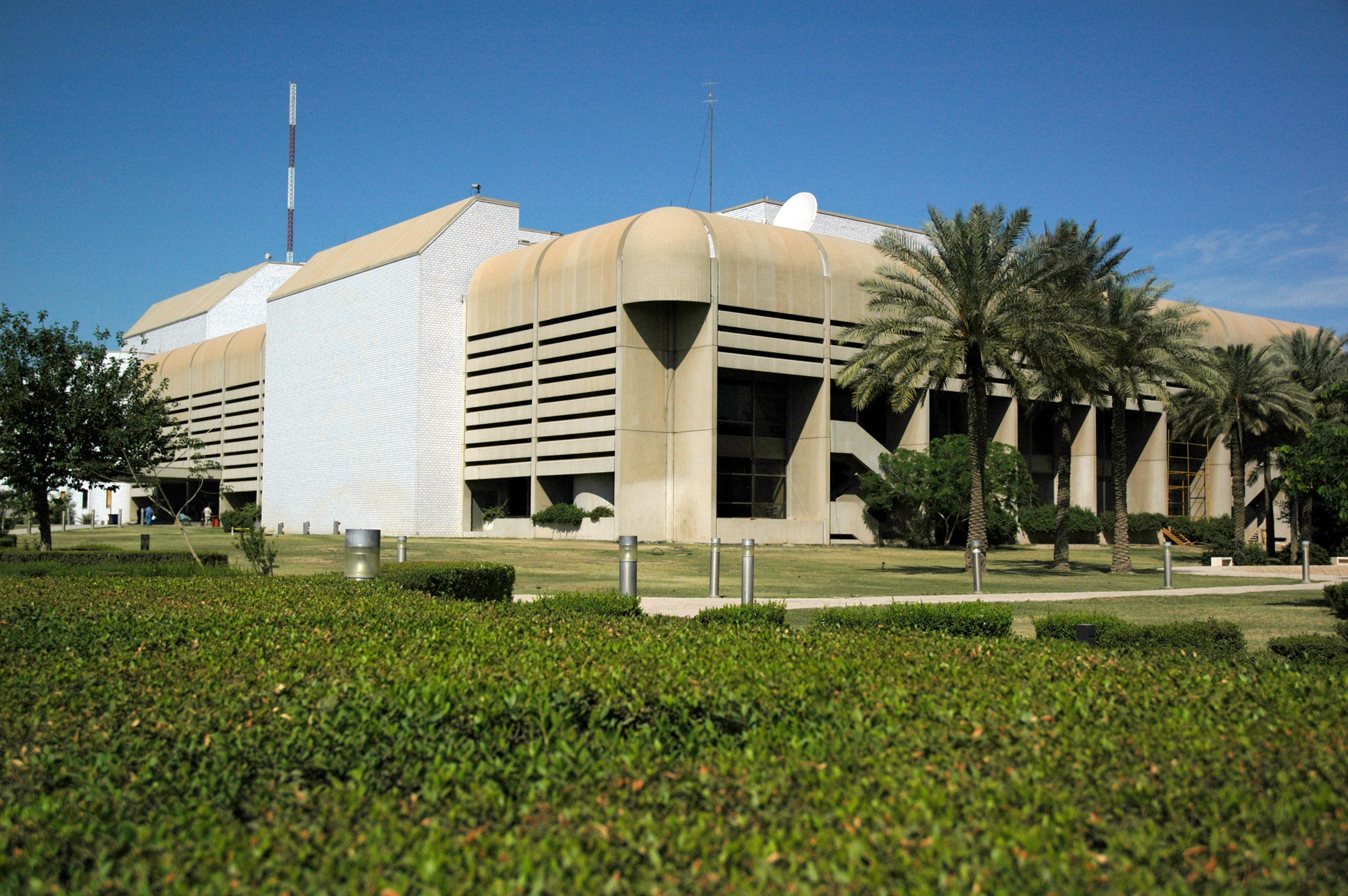
Le Palais des congrès de Bagdad, 1983.